# Kiwi (piosenkarka)
Kiwi (zapis stylizowany: KIWI), właśc. Wiktoria Nazarian – polska piosenkarka, kompozytorka i autorka tekstów.
Pochodzi z Krakowa. Jest w połowie Polką, a w połowie Ormianką. W 2020 rozpoczęła współpracę z wytwórnią Fonobo i wydała minialbum „Nocą”. Brała udział w projekcie RADAR, którego celem jest wspieranie młodych artystów z Polski. Jej debiutancki album zatytułowany „Pętla” ukazał się 28 stycznia 2022 roku nakładem Fonobo.
W czerwcu 2022 roku wystąpiła na koncercie „Scena alternatywna – Romantyczność” w ramach 59. Krajowego Festiwalu Polskiej Piosenki w Opolu.

## Dyskografia

### Albumy studyjne
| Rok  | Dane dot. albumu                                                                               |
| ---- | ---------------------------------------------------------------------------------------------- |
| 2022 | Pętla - Wydany: 28 stycznia 2022 - Wytwórnia: Fonobo - Format: CD, digital download, streaming |
| 2025 | Sama - Wydany: 4 kwietnia 2025 - Wytwórnia: Fonobo - Format: CD, digital download, streaming   |

### EP
| Rok  | Dane dot. albumu                                                                              |
| ---- | --------------------------------------------------------------------------------------------- |
| 2020 | Nocą - Wydany: 5 października 2020 - Wytwórnia: Fonobo - Format: CD, digital download         |
| 2023 | Paranoje - Wydany: 12 maja 2023 - Wytwórnia: Fonobo - Format: CD, digital download, streaming |

Albumy z remixami
| Rok  | Dane dot. albumu                                                                            |
| ---- | ------------------------------------------------------------------------------------------- |
| 2023 | p@Ran0j3 - Wydany: 8 grudnia 2023 - Wytwórnia: Fonobo - Format: digital download, streaming |

### Single
| Rok  | Tytuł                            | Album    |
| ---- | -------------------------------- | -------- |
| 2020 | „Zatraceni”                      | Nocą     |
| 2020 | „NOCĄ”                           | Nocą     |
| 2020 | „Co chowasz?”                    | Nocą     |
| 2021 | „Tańcz”                          | Pętla    |
| 2021 | „Monochrom”                      | Pętla    |
| 2021 | „Plagiat”                        | Pętla    |
| 2021 | „Duch”                           | Pętla    |
| 2023 | „Kruszysz”                       | Paranoje |
| 2023 | „Paranoje”                       | Paranoje |
| 2023 | „Ruszaj”                         | Paranoje |
| 2024 | „To ja”                          | Sama     |
| 2024 | „Nerw”                           | Sama     |
| 2025 | „Zawracam” feat. Patryk Pietrzak | Sama     |
| 2025 | „Suka”                           | Sama     |
| 2025 | „Sobie daj” feat. Baasch         | Sama     |

Inne
| Rok  | Tytuł                        | Album    |
| ---- | ---------------------------- | -------- |
| 2023 | „Kruszysz (Szatt Remix)”     | p@Ran0j3 |
| 2023 | „Peter Pan (Prometh Remix)”  | p@Ran0j3 |
| 2023 | „Ruszaj (Baasch Remix)”      | p@Ran0j3 |
| 2023 | „Ruszaj (Kuba Karaś Remix)”  | p@Ran0j3 |
| 2023 | „Peter Pan (SARAPATA Remix)” | p@Ran0j3 |

## Nagrody i nominacje
| Rok  | Konkurs        | Kategoria              | Tytułem  | Rezultat  | Źródło |
| ---- | -------------- | ---------------------- | -------- | --------- | ------ |
| 2024 | Fryderyki 2024 | Album Roku Elektronika | Paranoje | Nominacja | [ 14 ] |